# Слинг-купальник

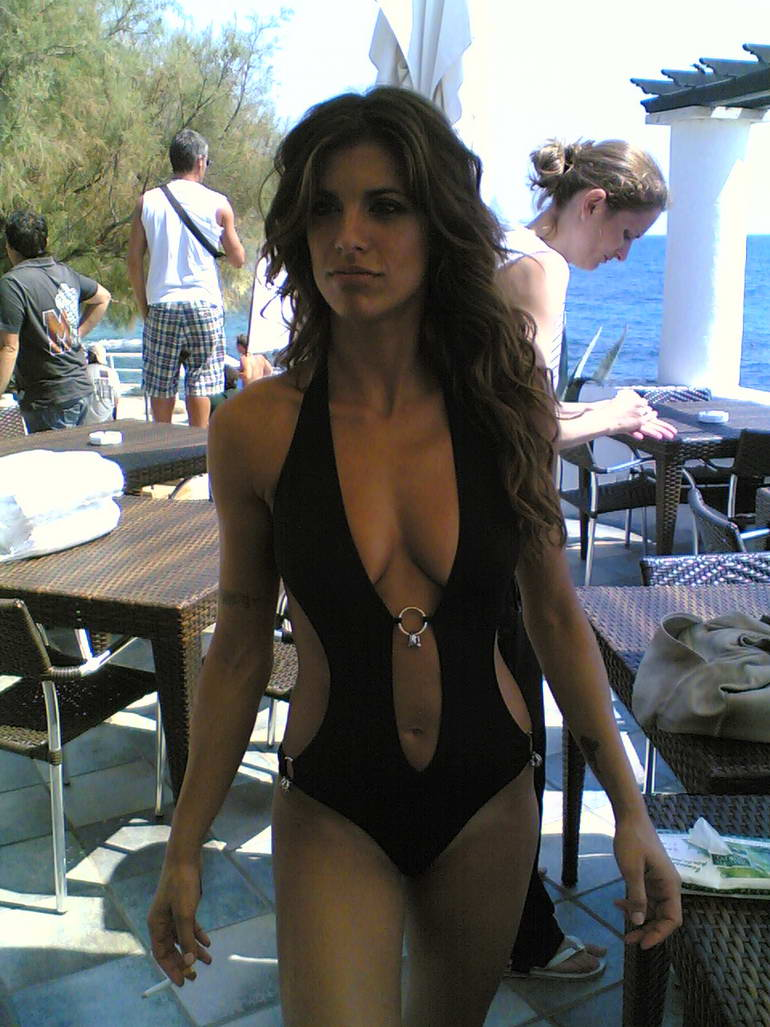
Элизабетта Каналис в слинг-купальнике, 2007

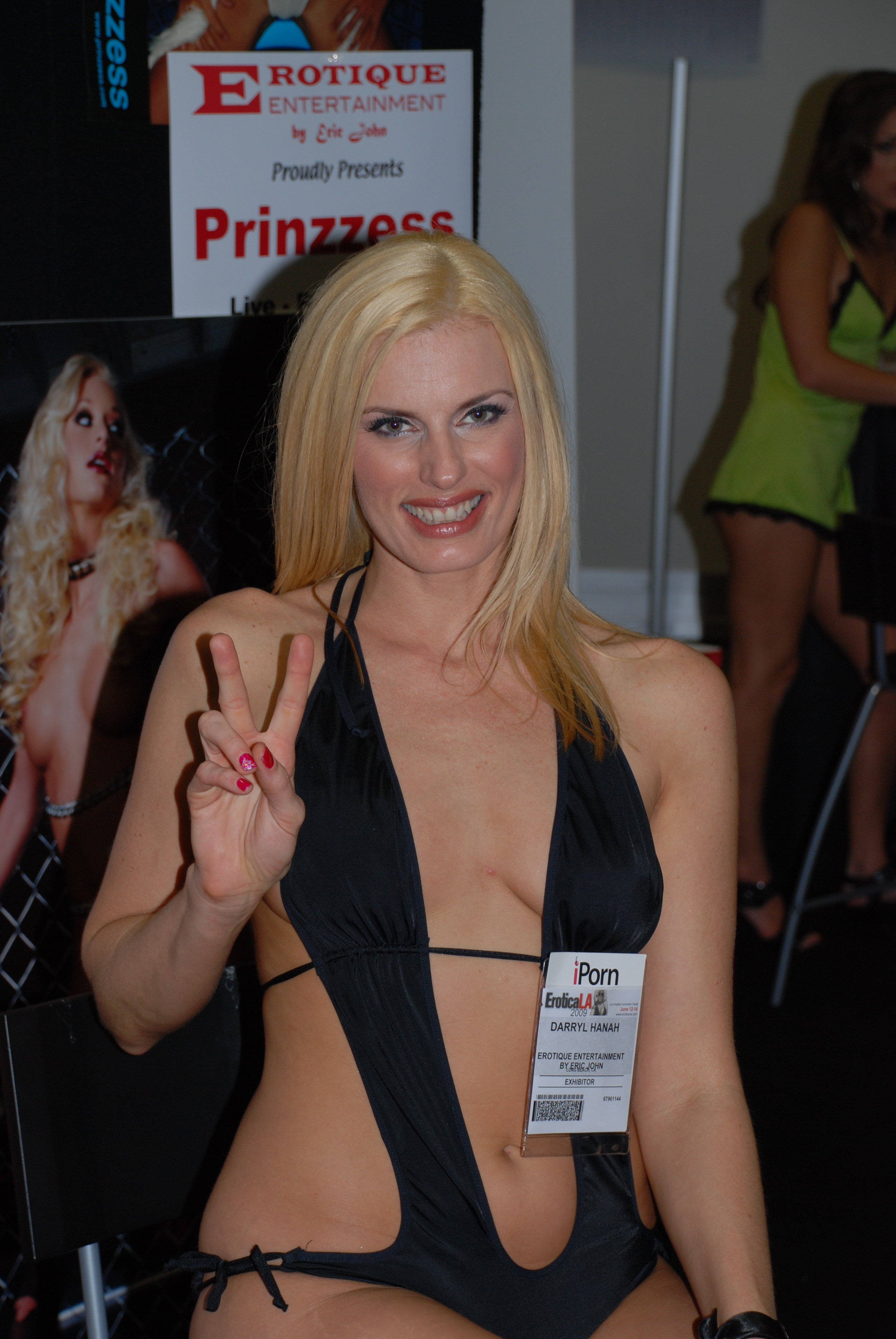
Дэрил Ханна в слинг-купальнике, 2009

Слинг-купальник (англ. sling swimsuit) — разновидность купального костюма, который держится на теле за счет шейных или плечевых креплений. Степень покрытия слинг-купальника может быть разной: от значительного (почти как у монокини), до минимального (как у микрокини). Название образовано от англ. slingshot — «рогатка», за сходство с характерной Y-образной формой. Слинг-купальник также известен под разными названиями, включая «слинг-бикини», «стринги с подтяжками», «купальник с рогаткой». Мужской вариант слинг купальника называется «манкини» (от англ. man bikini).

## История
История слинг-купальника начинается в начале 1990-х, с использованием лайкры как материала для купальников. Наибольшую популярность слинг-купальники приобрели на пляжах Европы, включая Сен-Тропе, Марбелью, Миконос и Ивиса. Ремешки на подтяжках, проходящие между грудью и вокруг шеи, которые удерживали костюм, были широко представлены в 1994 году. В новостях сообщалось, что в течение недели после того, как купальник был выставлен на продажу в крупных магазинах Нью-Йорка, было продано 150 штук. В конце концов, общее количество проданных товаров превысило 3000, по цене 24 доллара за купальник.

## Дизайн
Обычно слинг-купальник представляет собой нижнюю часть бикини любого стиля, с боковыми лямками, проходящими вверх, чтобы прикрыть грудь, затем переходит на плечи и за шею или спускается вниз по спине. Слинг-купальник не закрывает боковые стороны туловища, при этом закрывая соски и лобковую область. За шеей лямки могут соединяться и доходить до ягодиц в стиле стрингов.
Разновидностью слинг-купальника является купальник с бретелями, у которого есть лямки за шеей и еще один набор лямок вокруг живота вместо лямок на спине.
Слинг-купальник, который носят мужчины, часто называют манкини. Его популяризировал Саша Барон Коэн, который надел его в фильме «Борат». В мае 2006 года Каннском кинофестивале Коэн позировал на пляже в флуоресцентном зелёном манкини вместе с четырьмя моделями. Садовый гном в фильме 2011 года «Гномео и Джульетта» также был показан в манкини, который в газетах упоминается как «Борат-Манкини».